# Schoenoxiphium
Schoenoxiphium  Nees é um género botânico pertencente à família Cyperaceae.
É um gênero composto por aproximadamente 35 espécies.

## Principais espécies
- Schoenoxiphium altum
- Schoenoxiphium fragile
- Schoenoxiphium gracile
- Schoenoxiphium sparteum
- «PPP-Index Lista completa»